# Maca Conu
Maca Conu ist ein Musikalbum von Jonas Cambien. Die 2023 entstandenen Aufnahmen erschienen am 26. Januar 2024 auf Clean Feed Records.

## Hintergrund
Der Pianist, Komponist und Improvisator Jonas Cambien leitete eine Gruppe namens Maca Conu, deren gleichnamiges Debütalbum seinen Ursprung in einer Auftragskomposition für das norwegische Motvind-Festivals im Jahr 2021 hat. Aufgenommen wurde das Album von einem Ensemble aus skandinavischen Musikern, bestehend aus Cambiens langjährigem Partner, dem Schlagzeuger Andreas Wildhagen, dem Kontrabassisten Ingebrigt Håker Flaten und der dänischen Saxophonistin Signe Emmeluth. Dieses Quartett, das sich auf Maca Conu zusammenschließt, greift auf kombinierte Erfahrungen bei Auftritten mit Jazzmusikern wie Bugge Wesseltoft, Mats Gustafsson, Tony Buck und Paal Nilssen-Love zurück und entwickelt gleichzeitig Allianzen, die in Formationen wie Gard Nilssens Supersonic Orchestra, dem Jonas Cambien Trio und Emmeluths Amoeba geschmiedet wurden. Håker Flaten wechselt bei „Pseudoscience“ zu Minimoog und Cambien zum Sopransaxophon. Als Gast kommt der Posaunist Guro Kvåle in „Once Low Now High“ und „Good Frenemy“ hinzu.

## Titelliste
- Jonas Cambien’s Maca Conu – Maca Conu (Clean Feed CF660CD)[1]

1. A Terrible Misunderstanding 4:24
2. Holy Fishtail 8:25
3. Once Low Now High 5:30
4. Pseudoscience 3:16
5. Question the Answer 6:55
6. Blue Eyed Pleco 2:42
7. The Lesser Evil Is the One That Hits You 6:51
8. Kontrakten 2:44
9. Good Frenemy 5:53

Die Kompositionen stammen von Jonas Cambien.

## Rezeption
Angesichts der Vielseitigkeit der Band wäre es eine verpasste Gelegenheit, lediglich einen einzigen Sound offenzulegen, schrieb Bill Meyer in Dusted. Cambien tue das Gegenteil, indem er instrumentale Verdoppelungen und einen sich drehenden kompositorischen Kompass nutze, um jedem der neun Titel des Albums einen einzigartigen Charakter zu verleihen. „A Terrible Misunderstanding“ eröffne die Platte mit einem Steve-Lehman-ähnlichen Staccato-Angriff, bei dem Emmeluths Alt und Cambiens Klavier „wie hungrige Vögel“ in der erbarmungslosen, mechanistischen Kadenz hin und her huschen. Auf „Question the Answer“ würden Håker Flatens Streichbass und Cambiens Ace Tone-Orgel eine grüblerische, an Alice Coltrane erinnernde Atmosphäre zaubern, die die ganze Band dann mit einem nervösen Free-Jazz-Gefecht in die Luft jage. In „Holy Fishtail“ lege der Leader Klavier und Orgel über einen schnellen, schwingenden Groove und verschmelze die Klänge des äthiopischen Vintage-Jazz mit dem hektischen Tempo eines New Yorker Pendlers. Die Vielfalt der Ansätze spiegle die Bandbreite von Cambiens Erfahrungen wider, und Maca Conu würde sich wie „eine Feier der Möglichkeiten“ anhören.
Der Pianist Jonas Cambien, ein fester Bestandteil der kreativen Musikszene Oslos, würde it dem Album einfühlsame und artikulierte Darbietungen seiner raffinierten Kompositionen liefern, schrieb Paul Serralheiro (Squid’s Ear). Das erste Stück, „A Terrible Misunderstanding“, sei in einer Art balinesischem Gamelan-Perkussionsstil gehalten, und dieser Stilcharakter setze sich mit Track 2 mit dem Titel „Holy Fishtail“ fort und tauche im gesamten Album wieder auf. Eine Änderung der Textur würde stattfinden, wenn die Posaune in den beiden oben genannten Melodien mit den Saxophonen verschmilzt, und in „Question the Answer“ gebe es eine willkommene Abwechslung mit einer Art beschwingtem Friedensgesang. Manchmal erinnere die Musik an die Prog-Rock-Bands der 1970er-Jahre, was zum Teil auf die Ace Tone Top 5-Orgel zurückzuführen sei, die Cambien bei einigen Titeln spielt, aber auch auf das enge Ensemblespiel, das diese sehnigen und komplexen Linien frei und leicht klingen lasse.